# Campeonato Uruguayo de Primera División 1946
El Campeonato Uruguayo 1946 fue el 43° torneo de Primera División del fútbol uruguayo, correspondiente al año 1946.

## Características
El torneo consistió en un campeonato a dos ruedas todos contra todos, coronando campeón al equipo que logrará más puntos, mientras que el peor equipo descendería a la Segunda división.
El torneo consagró al Club Nacional de Football como campeón uruguayo, bajo el mando técnico de Enrique Fernández Viola y con figuras del momento como Schubert Gambetta, Walter Gómez y el argentino Atilio García.
En la parte baja de la tabla el Club Atlético Progreso ocupó la última posición, por lo que debió descender a la Segunda División.

## Participantes

### Ascensos y descensos
| Equipo   | Ascendido como                      |
| -------- | ----------------------------------- |
| Progreso | Campeón de la Segunda División 1945 |

| Equipo      | Descendido como           |
| ----------- | ------------------------- |
| Sud América | 10° Primera División 1945 |

## Campeonato

### Tabla de posiciones
| Pos. | Equipo               | PJ | PG | PE | PP | GF | GC | Dif. | Pts. |
| ---- | -------------------- | -- | -- | -- | -- | -- | -- | ---- | ---- |
| 1º   | Nacional             | 18 | 15 | 2  | 1  | 63 | 24 | +39  | 32   |
| 2º   | Peñarol              | 18 | 12 | 4  | 2  | 53 | 21 | +32  | 28   |
| 3º   | River Plate          | 18 | 10 | 1  | 7  | 28 | 21 | +7   | 21   |
| 4º   | Defensor             | 18 | 7  | 4  | 7  | 40 | 31 | +9   | 18   |
| 5º   | Central              | 18 | 5  | 6  | 7  | 33 | 39 | -6   | 16   |
| 6º   | Rampla Juniors       | 18 | 6  | 4  | 8  | 24 | 37 | -13  | 16   |
| 7º   | Miramar              | 18 | 4  | 6  | 8  | 24 | 44 | -20  | 14   |
| 8º   | Liverpool            | 18 | 4  | 5  | 9  | 31 | 38 | -7   | 13   |
| 9º   | Montevideo Wanderers | 18 | 5  | 3  | 10 | 27 | 43 | -16  | 13   |
| 10º  | Progreso             | 18 | 3  | 3  | 12 | 27 | 52 | -25  | 9    |

|  | Campeón Uruguayo.             |
|  | Desciende a Segunda División. |

|                                             |
| Uruguay                                     |
| Campeón Uruguayo 1946 Nacional 19.no título |

### Equipos clasificados

#### Copa Aldao 1946
|   | Equipo   | Clasificación como                   |
| - | -------- | ------------------------------------ |
| 1 | Nacional | Campeón del Campeonato Uruguayo 1946 |

### Fixture
| Nacional       | 5-4 | Defensor             |
| Miramar        | 2-2 | Liverpool            |
| River Plate    | 3-1 | Montevideo Wanderers |
| Central        | 3-2 | Peñarol              |
| Rampla Juniors | 3-2 | Progreso             |

| Peñarol              | 8-0 | Miramar     |
| Montevideo Wanderers | 1-1 | Defensor    |
| Rampla Juniors       | 1-0 | River Plate |
| Nacional             | 3-1 | Liverpool   |
| Central              | 2-1 | Progreso    |

| Central              | 4-1 | Miramar        |
| Nacional             | 2-0 | River Plate    |
| Peñarol              | 3-0 | Rampla Juniors |
| Defensor             | 2-2 | Progreso       |
| Montevideo Wanderers | 3-2 | Liverpool      |

| Peñarol        | 4-1 | Progreso             |
| Nacional       | 1-1 | Central              |
| Liverpool      | 2-1 | River Plate          |
| Miramar        | 2-1 | Montevideo Wanderers |
| Rampla Juniors | 2-1 | Defensor             |

| Nacional    | 7-0 | Rampla Juniors       |
| River Plate | 2-1 | Defensor             |
| Miramar     | 4-2 | Progreso             |
| Peñarol     | 1-1 | Montevideo Wanderers |
| Liverpool   | 2-2 | Central              |

| Nacional    | 2-1 | Miramar              |
| Progreso    | 2-1 | Montevideo Wanderers |
| Defensor    | 1-1 | Peñarol              |
| Liverpool   | 4-0 | Rampla Juniors       |
| River Plate | 1-1 | Central              |

| Liverpool   | 2-1 | Defensor             |
| River Plate | 5-1 | Progreso             |
| Miramar     | 1-1 | Rampla Juniors       |
| Peñarol     | 3-1 | Liverpool            |
| Nacional    | 4-1 | Montevideo Wanderers |

| Liverpool            | 3-2 | Progreso       |
| Peñarol              | 1-1 | Nacional       |
| Defensor             | 5-2 | Central        |
| Montevideo Wanderers | 2-1 | Rampla Juniors |
| River Plate          | 2-0 | Miramar        |

| Rampla Juniors | 0-0 | Central              |
| Peñarol        | 4-1 | River Plate          |
| Central        | 1-0 | Montevideo Wanderers |
| Nacional       | 5-2 | Progreso             |
| Defensor       | 4-2 | Miramar              |

| Nacional       | 4-2 | Defensor             |
| Miramar        | 2-2 | Liverpool            |
| River Plate    | 2-0 | Montevideo Wanderers |
| Peñarol        | 2-0 | Central              |
| Rampla Juniors | 1-1 | Progreso             |

| Peñarol     | 2-1 | Miramar              |
| Defensor    | 2-1 | Montevideo Wanderers |
| River Plate | 2-0 | Rampla Juniors       |
| Nacional    | 2-0 | Liverpool            |
| Central     | 3-3 | Progreso             |

| Central              | 3-3 | Miramar        |
| Nacional             | 3-0 | River Plate    |
| Peñarol              | 2-0 | Rampla Juniors |
| Defensor             | 4-0 | Progreso       |
| Montevideo Wanderers | 5-3 | Liverpool      |

| Peñarol     | 5-2 | Progreso             |
| Nacional    | 4-2 | Central              |
| River Plate | 1-0 | Liverpool            |
| Miramar     | 1-1 | Montevideo Wanderers |
| Defensor    | 5-1 | Rampla Juniors       |

| Nacional    | 5-1 | Rampla Juniors       |
| River Plate | 2-1 | Defensor             |
| Miramar     | 1-0 | Progreso             |
| Peñarol     | 6-1 | Montevideo Wanderers |
| Central     | 3-2 | Liverpool            |

| Nacional             | 4-2 | Miramar        |
| Montevideo Wanderers | 3-2 | Progreso       |
| Peñarol              | 2-1 | Defensor       |
| Liverpool            | 1-1 | Rampla Juniors |
| River Plate          | 4-1 | Central        |

| Defensor       | 3-1 | Liverpool            |
| Progreso       | 2-1 | River Plate          |
| Rampla Juniors | 6-0 | Miramar              |
| Peñarol        | 3-3 | Liverpool            |
| Nacional       | 3-1 | Montevideo Wanderers |

| Progreso       | 1-0 | Liverpool            |
| Peñarol        | 4-3 | Nacional             |
| Defensor       | 2-1 | Central              |
| Rampla Juniors | 4-0 | Montevideo Wanderers |
| Miramar        | 1-0 | River Plate          |

| Rampla Juniors       | 2-1 | Central  |
| River Plate          | 1-0 | Peñarol  |
| Montevideo Wanderers | 4-3 | Central  |
| Nacional             | 5-1 | Progreso |
| Defensor             | 0-0 | Miramar  |